# Зовик
Зовик је насељено мјесто у општини Костајница, Република Српска, БиХ. Према попису становништва из 1991. у насељу је живјело 74 становника.

## Географија
Зовик се налазе у подручју Горњег платоа општине Костајница, тј. њеног брдско-брежуљкастог подручја и наслања се на село Горња Слабиња.

## Физионимија насеља
Ово насеље је насеље руралног и разбијеног типа. Становништво овог насеља је невелико и распоређено је неравномјерно по територији насеља.

## Пољопривреда
Мјештани овог насеља се превасходно баве пољпоривредом и то пољпопривредом екстензивног типа, првенствено за властите потребе. Ту се сију одређене површине кукурузом, јечмом и зоби, те се гаји стока попут домаћег говечета, оваца и коза.

## Култура
На подручју овог насеља се налази друштвени дом, који је саниран. Нажалост у посљедње вријеме се не користи у сврхе кулутре, окупљања, или образовања. Примарно се данас корсити у политичке сврхе.

## Становништво
Према попису становништва из 1991. године, мјесто је имало 74 становника.
| Демографија | Демографија | Демографија |
| Година      | Становника  | Становника  |
| ----------- | ----------- | ----------- |
| 1948.       | 162         |             |
| 1953.       | 154         |             |
| 1961.       | 147         |             |
| 1971.       | 139         |             |
| 1981.       | 104         |             |
| 1991.       | 74          |             |